# Francesco Landi Pietra
Pour les articles homonymes, voir Pietra.
Ne doit pas être confondu avec Francesco Landi.
Francesco Landi Pietra, né le 9 juillet 1687 à Plaisance, dans le duché de Parme et Plaisance, et mort le 11 février 1757 à Rome, est un cardinal italien du XVIIIe siècle.

## Biographie
Francesco Landi Pietra fait des études à l'Académie des nobles ecclésiastiques et à l'université La Sapienza où il obtient un doctorat in utroque jure en 1733. Il exerce diverses fonctions au sein de la Curie romaine. Il est nommé archevêque de Bénévent en 1741 et est consacré le 12 novembre de la même année par Benoît XIV avec comme co-consécrateurs Nicolas-Xavier Santamarie et Nicola de Simoni.
Le pape Benoît XIV le crée cardinal lors du consistoire du 9 septembre 1743. En 1754 et 1755, il est camerlingue du Sacré Collège. À partir de 1755, il est préfet de la Congrégation de l'Index et de la Congrégation pour la correction des livres de l'église orientale.

## Succession apostolique
Francesco Landi Pietra a ordonné les évêques suivants :
- Évêque Tommaso Giannelli (1753)
- Évêque Xaverius Giustiniani (1754)